# Pollux (bergstopp)
Pollux är en bergstopp i Schweiz på gränsen till Italien.  Den ligger i distriktet Visp och kantonen Valais, i den södra delen av landet. Toppen på Pollux är 4 092 meter över havet.
Den högsta punkten i närheten är Castor, 4 228 meter över havet, sydost om Pollux. Närmaste större samhälle är Zermatt, 10,8 km norr om Pollux. 
Trakten runt Pollux består i huvudsak av kala bergstoppar och isformationer.